# Чудовиште из мочваре (филм из 1982)
Чудовиште из мочваре (енгл. Swamp Thing) је амерички суперхеројски хорор филм из 1982. године, режисера и сценаристе Веса Крејвена, са Рејом Вајзом, Адријен Барбо и Лујем Журданом у главним улогама. Заснован је на истоименом суперхероју из стрипова издавачке куће Ди-Си комикс, од аутора Бернија Рајтсона и Лена Вина.
Филм је добио помешане и релативно позитивне критике. На сајту Rotten Tomatoes оцењен је са 62%, док му је критичар Роџер Иберт дао 3 од 4 звездице. Био је номинован за Награду Сатурн за најбољи хорор филм.
Године 1989. добио је наставак под насловом Повратак Чудовишта из мочваре, а 2019. и истоимену телевизијску серију.

## Радња
Након што је научник, који је радио на једном пројекту биоинжењеринга на Југу САД, мистериозно убијен, Алис Кејбл добија задатак да га замени. Супервизор пројекта, Хари Ритлер, је упозорава да Антон Аркан, вођа једне паравојне формације, покушава да украде резултате њиховог истраживања. Алис се упознаје са др Линдом Холанд и њеним братом др Алеком Холандом, који је главни научник на пројекту. 
Једне ноћи, Аркан долази са својим људима да украде тајну формулу и упуца Линду која је покушала да побегне са њом. По Алеку се просипају хемикалије, он почиње да гори и скаче у мочвару како би угасио ватру. Испоставља се да је ово проузроковало да се Алек претвори у створење са натприродним моћима.

## Улоге
| Глумац        | Улога                |
| ------------- | -------------------- |
| Реј Вајз      | Алек Холанд          |
| Адријен Барбо | Алис Кејбл           |
| Луј Журдан    | Антон Аркан          |
| Дик Дурок     | Чудовиште из мочваре |
| Дејвид Хес    | Ферет                |
| Николас Ворт  | Бруно                |
| Дон Најт      | Хари Ритлер          |
| Ал Рубан      | Чарли                |
| Нанет Браун   | др Линда Холанд      |
| Реџи Батс     | Џуд                  |
| Карен Прајс   | Карен                |